# Greet Hellemans
Greta Mettina „Greet” Hellemans (ur. 25 maja 1959 w Groningen) – holenderska wioślarka ,dwukrotna medalistka olimpijska.

## Kariera
Wystąpiła na igrzyskach olimpijskich w Moskwie w 1980, zajmując szóste miejsce w czwórkach podwójnych. Na rozgrywanych cztery lata później igrzyskach olimpijskich w Los Angeles zdobyła dwa medale. Wspólnie ze swoją siostrą, Nicolette Hellemans zdobyła srebrny medal w dwójkach podwójnych. W wyścigu finałowym o 2,38 sekundy przegrały z osadą Rumunii, a o 0,69 sekundy wyprzedziły osadę Kanady. Następnie osada Holandii w składzie: Nicolette Hellemans, Lynda Cornet, Harriet van Ettekoven, Greet Hellemans, Marieke van Drogenbroek, Anne-Marie Quist, Catalien Neelissen, Wiljon Vaandrager i Marty Laurijsen (sterniczka) zdobyła brązowy medal w ósemkach. W finale uplasowały się o 3,12 sekundy za osadą USA i 1,05 sekundy za Rumunkami.
Była też między innymi piąta w czwórkach podwójnych na mistrzostwach świata w Cambridge (1978) i dwójkach podwójnych na mistrzostwach świata w Duisburgu (1983).
Po zakończeniu kariery została terapeutą.